# Harald Paumgarten
Harald Paumgarten, né le 4 avril 1904 à Graz - mort le 6 février 1952 à Sankt Anton am Arlberg dans une avalanche, est un fondeur, coureur du combiné nordique et sauteur à ski autrichien.

## Biographie
Il est le grand-père du rameur d'aviron américain Doug Burden.

## Résultats

### Jeux olympiques
| Épreuve / Édition | Épreuve / Édition | Saint Moritz 1928 | Lake Placid 1932 |
| ----------------- | ----------------- | ----------------- | ---------------- |
| Saut à ski        | Saut à ski        | -                 | 25e              |
| Combiné nordique  | Combiné nordique  | 17e               | 18e              |
| Ski de fond       | 18 km             | 17e               | 29e              |

### Championnats du monde de ski nordique
- Championnats du monde de ski nordique 1933 à Innsbruck
  -  Médaille de bronze en relais 4 × 10 km.